# Подруга моєї матері
Подруга моєї матері (укр. L'amica di mia madre) — фільм 1975 року режисера Мауро Івальді.
it

## Сюжет
Мати Біллі, 17-річного хлопця, якого дуже приваблюють жінки, перебуває за кордоном. Хлопець, який заїкається і часто використовує іронічні рими для вираження своїх думок, приймає у себе вдома Барбару, привабливу подругу своєї матері, яка наразі переживає кризу у відносинах зі своїм партнером. Біллі товаришує з привабливою 27-річною жінкою, на ім'я Андреа, яку він представляє як свою дівчину, але яка насправді вже має стосунки з іншим чоловіком; вона кілька разів провокує його, але йому завжди вдається не піддаватися на сексуальні провокації. Тоді юнак намагається переконати Барбару зайнятися з ним сексом, але марно, бо вона вважає його занадто молодим. Коли йому здається, що надії більше немає, Біллі вдається отримати Барбару, хоч і лише один раз. У фіналі Біллі, який нарешті позбувся заїкання і не тільки, їде в аеропорт, щоб попрощатися з Барбарою, яка повертається до свого партнера, і Андреа, яка вийшла заміж за старшого чоловіка і їде на медовий місяць. Біллі, анітрохи не засмучений, одразу ж знаходить собі заміну.